# Totenstein (Kult)

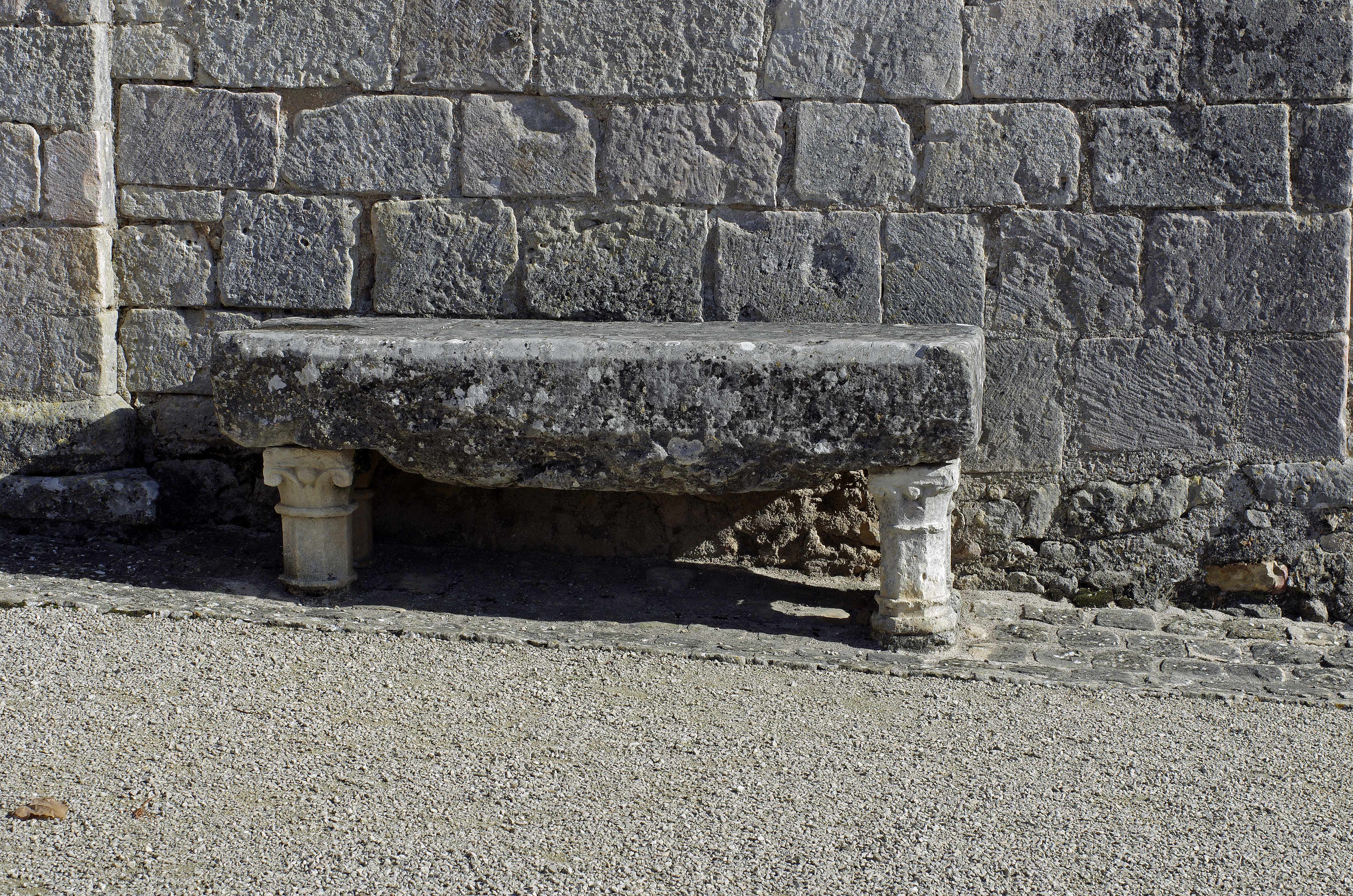
Totenstein in Antigny

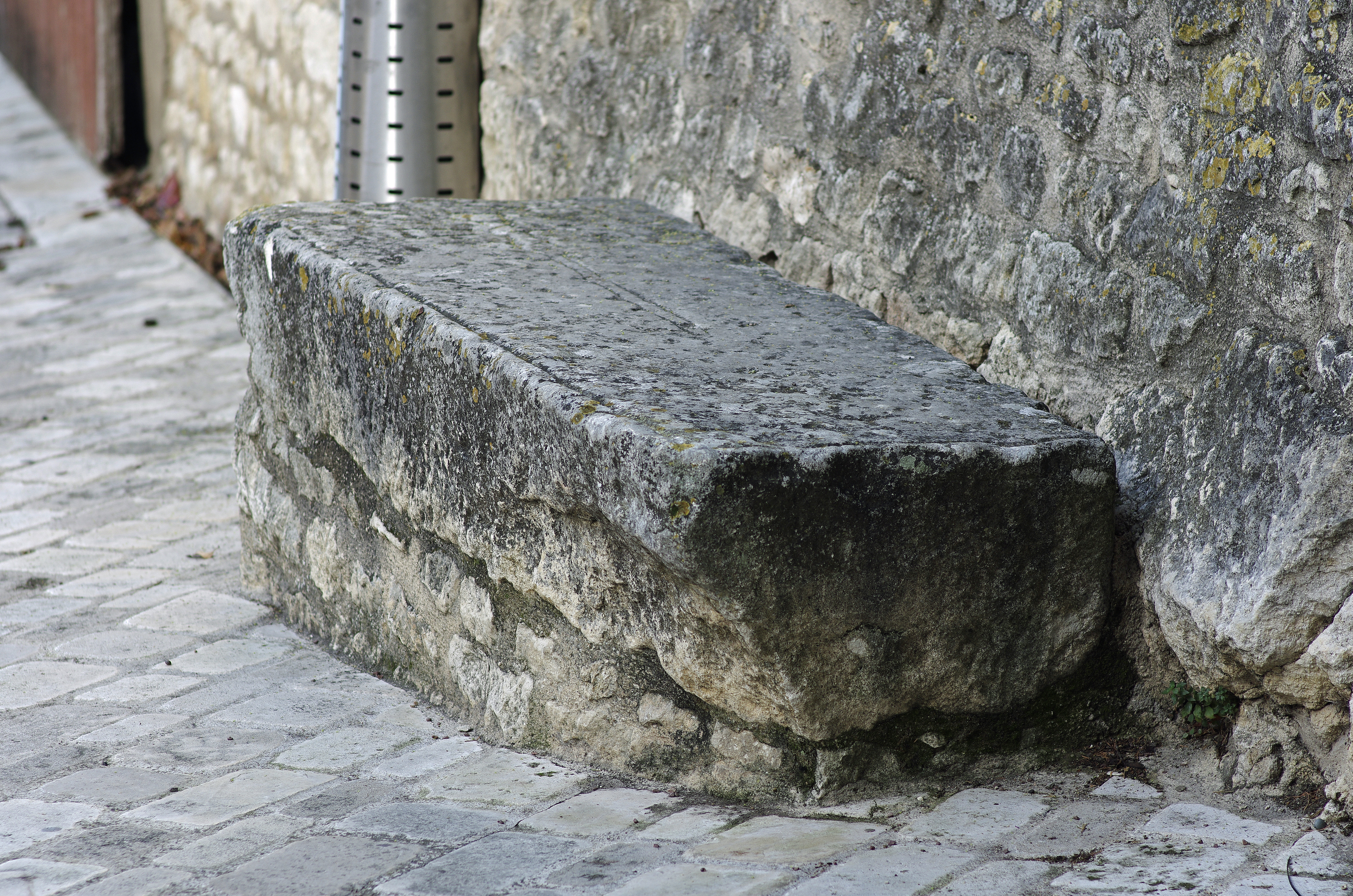
Totenstein in Chauvigny

Ein Totenstein oder Totentisch (französisch pierre des morts oder table des morts) war in einigen Regionen Zentral- und Westfrankreichs ein großer monolithischer Stein, auf dem die Sargträger den Sarg (früher eine mit Laken bedeckte Totenbahre) abstellen konnten, um die Ankunft der Trauergemeinde zu erwarten. In einigen Fällen musste mehrere Tage auf die Ankunft des Priesters gewartet werden.

## Geografische Verteilung
Die geografische Verbreitung scheint in der Auvergne, im Berry, im Burgund, im Charente, im Limousin, im Poitou und in der Touraine in Zentralfrankreich zu liegen. Das ist der Bereich in dem auch die Lanternes des morts (Laternen der Toten) und die Croix hosannière stehen. Totentische sind in der Auvergne und im Limousin noch sehr präsent, auch wenn viele als Baumaterial endeten. Im Morvan in Burgund finden sich Totentische noch in Alligny-en-Morvan, Gouloux, Metz-le-Comte und Saint-Germain-de-Modéon.

## Hintergrund
Viele abgelegene Gehöfte waren nicht selten 15 oder 20 km vom Kirchhof des nächstgelegenen Ortes entfernt. Da die Toten in Anbetracht ihres Seelenheils oder ihrer Seelenruhe in „geweihter Erde“ bestattet werden mussten, wurden sie oft von einem oder mehreren Angehörigen auf dem Rücken bzw. auf einer Bahre herbeigeschafft und – bei Abwesenheit des Pfarrers – auf einem für diesen Zweck vorgesehenen Stein oder einer Steinplatte vor der Kirche, auf dem Kirchhof oder an einer Wegkreuzung außerhalb des Ortes abgelegt. Ihre Beisetzung erfolgte dann unverzüglich nach der Rückkehr des Priesters und oft ohne die Anwesenheit der Familienangehörigen, die zuhause ihr Vieh versorgen mussten. Erst mit der Modernisierung des Verkehrs- und Wegenetzes sowie der Bestattungsordnungen im ausgehenden 19. Jahrhundert kam dieser Brauch allmählich abhanden.
Die nur in seltenen Fällen mit einem Kreuz versehenen, aber exakt behauenen großen Totensteine oder Totentische wurden später oft für Bauzwecke missbraucht und verschwanden. Nur wenige sind erhalten; einige dienen heute als Sitzbänke. Eine Identifizierung der Steine erfolgt meist nur auf der Grundlage lokaler mündlicher Überlieferungen.